# Marija Andrejewna Mironowa

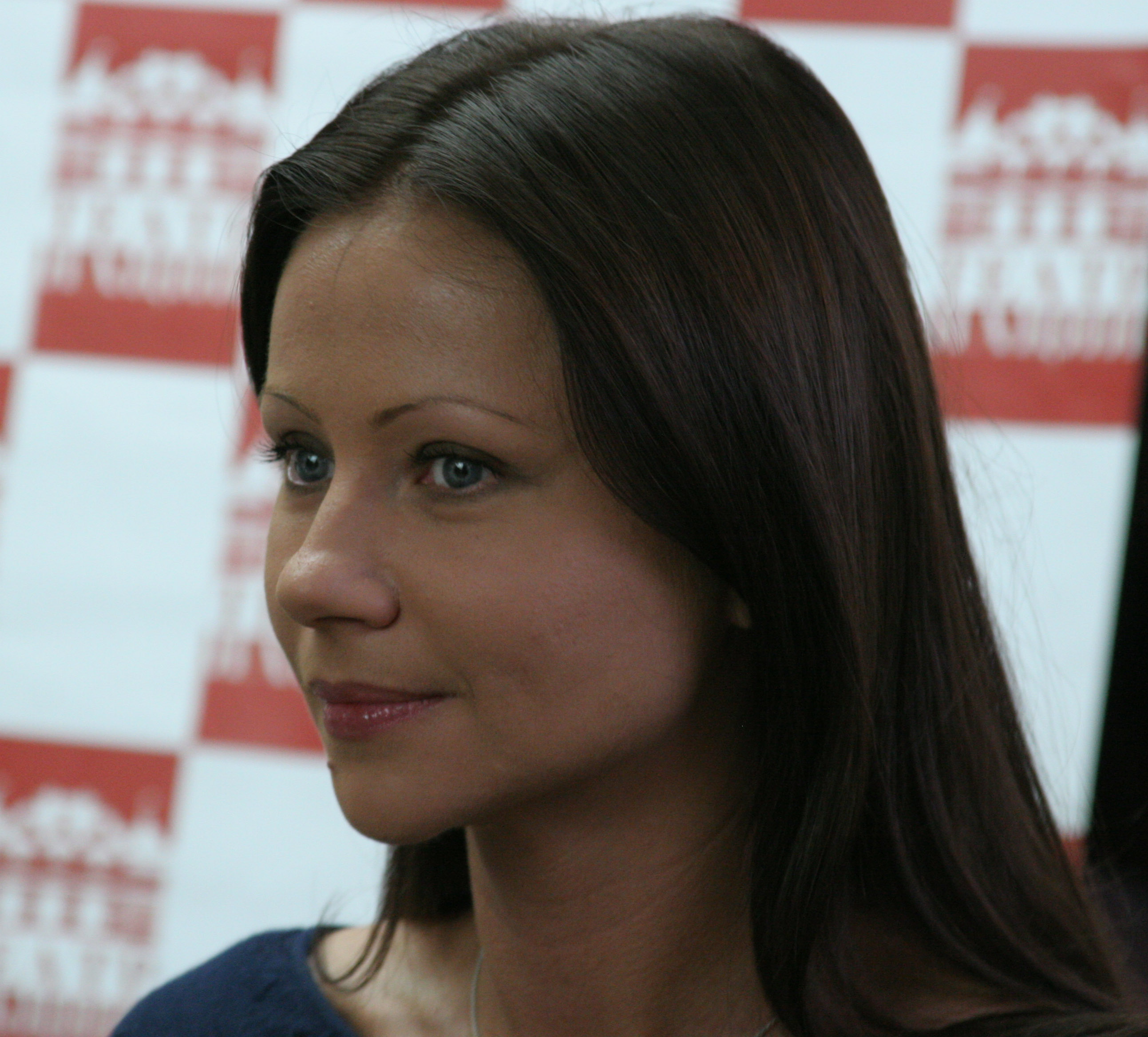
Marija Andrejewna Mironowa (2012)

Marija Andrejewna Mironowa (russisch Мария Андреевна Миронова, wissenschaftliche Transliteration Marija Andreevna Mironova; * 28. Mai 1973 in Moskau, RSFSR, Sowjetunion) ist eine russische Schauspielerin.

## Leben
Mironowa wurde am 28. Mai 1973 in Moskau als Tochter der Schauspieler Andrei Alexandrowitsch Mironow (1941–1987) und  Jekaterina Georgijewna Gradowa (1946–2021) geboren. Nach ihrem Schulabschluss trat sie der Vakhtangov Theatre Academy bei. Ab 1993 studierte sie am Gerassimow-Institut für Kinematographie. Nach ihrem Abschluss ist sie seit 1997 am Lenkom-Theater tätig.
Seit 2018 ist sie in vierter Ehe verheiratet. Aus dieser Beziehung hat sie einen Sohn, der 2019 geboren wurde. Aus der zweiten Ehe mit Igor Udalow stammt der 1992 geborene Schauspieler Andrei Mironow-Udalow. Die erste Ehe mit dem Schauspieler Dmitri Klokow und die dritte Ehe mit dem Filmmitwirkenden Alexei Makarow blieben kinderlos.

## Karriere
Als Kinderdarstellerin debütierte sie 1982 in Die Abenteuer von Tom Sawyer und Huckleberry Finn. Ab dem Jahr 2000 konnte sie sich als Fernseh- und Filmschauspielerin etablieren. Sie war 2004 in Wächter der Nacht – Nochnoi Dozor und 2006 in der Fortsetzung Wächter des Tages – Dnevnoi Dozor in der Rolle der Mat Egora zu sehen. 2005 war sie in der britischen Mini-Serie Wettlauf zum Mond in der Rolle der Nina Korolev zu sehen.
Im April 2007 wurde sie für ihre Leistungen mit der Auszeichnung Merited Artist of the Russian Federation geehrt. Im selben Jahr wurde sie mit der Golden Mask als beste Theaterdarstellerin für das Stück Phaedra: Golden Braid ausgezeichnet.
2017 spielte sie in dem Erotikthriller O – Sexuelles Verlangen die Rolle der Tamara und übernahm im selben Jahr in Salyut-7 – Tödlicher Wettlauf im All eine weitere Charakterrolle. 2020 verkörperte sie die Rolle der Vera im britischen Film  Der Spion an der Seite von Merab Ninidze und Benedict Cumberbatch. Am 30. März 2020 wurde sie zum People’s Artist of Russia gekürt.

## Filmografie (Auswahl)
- 1982: Die Abenteuer von Tom Sawyer und Huckleberry Finn (Priklyucheniya Toma Soyera i Geklberri Finna/Приключения Тома Сойера и Гекльберри Финна)
- 2000: Die russische Revolte (Russkiy bunt/Русский бунт)
- 2000: La Noce – Die Hochzeitsgesellschaft (Svadba/Свадьба)
- 2002: Ein neuer Russe (Oligarkh/Олигарх)
- 2004: Wächter der Nacht – Nochnoi Dozor (Notschnoi dosor/Ночной дозор)
- 2005: Wettlauf zum Mond (Space Race, Miniserie, 2 Episoden)
- 2006: Wächter des Tages – Dnevnoi Dozor (Dnewnoi dosor/Дневной дозор)
- 2013: Die drei Musketiere – Kampf um Frankreichs Krone (Tri mushketera/Три мушкетера)
- 2016: Earthquake – Die Welt am Abgrund (Zemletryasenie/Землетрясение)
- 2017: O – Sexuelles Verlangen (O lyubvi/О любви)
- 2017: Salyut-7 – Tödlicher Wettlauf im All (Salyut-7/Салют-7)
- 2019: Der Knecht – Einmal Mittelalter und zurück (Kholop/Холоп)
- 2020: Der Spion (The Courier)